# Isocybus levis
Isocybus levis är en stekelart som beskrevs av Jean-Jacques Kieffer 1916. Isocybus levis ingår i släktet Isocybus och familjen gallmyggesteklar. Inga underarter finns listade i Catalogue of Life.